# Доронин, Владимир Дмитриевич
Влади́мир Дми́триевич Доро́нин (4 мая 1910, Кимильтей, Иркутская губерния — 16 апреля 1986, Москва) — конструктор парашютной техники, изобретатель, генерал-майор, доктор технических наук.

## Биография
Родился 4 мая 1910 года на станции Кимильтей Восточно-Сибирской железной дороги (ныне Зиминский район, Иркутская область). Брат А. Д. Доронина и Н. Д. Доронина. Член ВКП(б) с 1942 года.
За годы войны Доронины разработали семь новых видов приборов, в том числе универсальную подвеску для сбрасывания с парашютом габаритных грузов. Она применялась при доставке оружия и продовольствия партизанским отрядам, действовавшим в тылу фашистов. А всего на счету Дорониных около тридцати изобретений, которые спасли жизнь тысячам десантников, лётчиков и авиационных спортсменов.
24 июня 1945 года Владимир, Николай и Анатолий принимали участие в Параде Победы на Красной площади в Москве.
Изобретения братьев Дорониных сыграли большую роль в развитии массового советского парашютизма, имели большое значение при выполнении различных экспериментальных прыжков. Они помогли решить различные вопросы, возникающие в связи с быстрым развитием отечественной авиации и парашютизма.
Генерал-майор Владимир Дмитриевич Доронин долгое время возглавлял первый поисково-спасательный отряд обеспечения космических полётов. Он же отвечал за подготовку и десантирование с воздуха бойцов, вооружения и боевой техники при проведении крупномасштабных военных учений «Двина».
Умер в 1986 году. Похоронен на Новодевичьем кладбище в Москве.

## Награды, премии и почетные звания
- орден Ленина
- орден Трудового Красного Знамени
- орден Отечественной войны I степени (6.4.1985)
- орден Отечественной войны II степени (19.6.1943)
- три ордена Красной Звезды
- медали
- Сталинская премия третьей степени (1946) — за создание новых типов парашютных приборов, нашедших широкое применение в воздушно-десантных операциях РККА
- Сталинская премия третьей степени (1950) — за работу в области авиационной техники
- Государственная премия СССР
- заслуженный изобретатель РСФСР
- мастер парашютного спорта СССР